# 精製
精製（せいせい、英語：refining）とは、混合物を純物質にする工程、あるいはその技術。化学的に合成したり、抽出などにより得た化合物は、多くの場合、いくつかの化合物の混合物であるため、単一で純度の高いものにするために精製を行う。
重要な精製技術に、再結晶、蒸留、昇華、クロマトグラフィーがある。目的とする純度は、それを用いて何を行うかによって決まり、元素分析のためには高純度にする必要があるが、ほかの用途では大まかな純度で十分となることもある。
再結晶化合物を溶媒に加熱して溶かし、冷却したり溶媒を蒸発させたりすることでより純度の高い結晶を得る精製法。
蒸留液体の化合物を加熱し、一度気体にしたのち凝縮させる精製法。
再沈殿化合物の溶けた溶液と化合物をあまり溶かさない溶媒(貧溶媒)を混合することで目的の化合物を沈殿として得る精製法。
昇華固体の化合物を一度気体にしたのち再び固体として行う精製法。
カラムクロマトグラフィーシリカゲル等との親和性の差を利用した精製法。